# Enslaved
Enslaved es una banda de black metal noruega, fundada en 1991 por Grutle Kjellson (bajo y voz), Ivar Bjørnson (guitarra y sintetizador) y Trym Torson (batería) en Haugesund. El nombre del grupo proviene de la canción «Enslaved in Rot» de Immortal. En 1995, después de dos álbumes publicados, Torson dejó la banda para unirse a Emperor y desde entonces se sucedieron una serie de cambios de su formación hasta que en 2004, Cato Bekkevold (batería) y Herbrand Larsen (teclado) se unieron a Kjellson, Bjørnson y Arve Isdal (guitarra, que había ingresado en el grupo en 2002), completando la formación actual.
Durante su trayectoria han evolucionado y experimentado con su música, manteniendo siempre aspectos característicos desde sus inicios. Sus letras, imagen e inspiración creativa se centran en la mitología y cultura vikinga. A pesar de que la banda ahora compone en inglés, sus canciones de los primeros discos usaban el islandés, el noruego o el nórdico antiguo.
Desde su debut en 1991, han publicado once álbumes de estudio, tres EP y dos DVD. Además han conseguido cuatro premios Spellemann al mejor álbum de metal.

## Historia

### Sus comienzos (1990-1994)
Enslaved fue formado en 1991 por Ivar Bjørnson y Grutle Kjellson. Los dos jóvenes (de 13 y 17 años respectivamente) vivían en Haugesund, una localidad de la costa oeste de Noruega entre Stavanger y Bergen. Previamente habían formado parte de un grupo de death metal llamado Phobia. El nombre del grupo está inspirado en el título de una canción de una demo de Immortal, "Enslaved in Rot".
Tras la entrada en el grupo del batería Trym Torson, grabaron sus primeras demos durante 1991 y 1992. Mientras trabajaban en lo que sería su primer álbum, recibieron una llamada de Candlelight Records para grabar un split cd con Emperor (Enslaved - Hordanes Land / Emperor - S/T), que para muchos amantes del género es una publicación legendaria. Su primer álbum, Vikingligr Veldi, sería publicado con Deathlike Silence Productions (perteneciente a Euronymous, conocido en la escena noruega, que ya recomendó el grupo a Candlelight Records para el split con Emperor). Se retrasó hasta la primavera de 1994. Ese mismo año el grupo firmó por el sello francés Osmose Productions, responsable de la mayoría de sus publicaciones. También en 1994 se publicó su segundo LP, Frost. Enslaved eran conocidos dentro de los círculos de black metal del norte de Europa, lo que provocó un buen éxito en sus primeras giras, Winter War Europe Tour '95 con Marduk y su tour por EE. UU., Canadá y México.
Cuando acabaron dichas giras, el batería Trym Torson dejó el grupo. Más tarde se uniría a los conocidos Emperor.
Hasta ahora la banda tocaba black metal noruego con tintes de folk y viking metal, pero no sería hasta más adelante cuando el grupo siguiera experimentando y ampliando su estilo musical.

### La progresión del grupo (1995-2002)
Su siguiente álbum, Eld, fue grabado con el batería Harald Helgeson en 1996 y publicado al año siguiente (1997). A pesar de ello, Harald no fue batería permanente del grupo, por lo que Dirge Rep (ex Gehenna) y R. Kronheim fueron contratados, siendo parte fundamental durante la grabación del siguiente LP, Blodhemn (1998).
Enslaved lanzó su siguiente disco Mardraum (Beyond the Within) en el año 2000 que recibió muy buenas críticas por ser un álbum innovador y revolucionario dentro del metal extremo. Para muchos a partir de aquí fue cuando dejaron de componer black metal puro y comenzaron con metal progresivo, pero nunca abandonaron la parte viking metal de su música. Al siguiente año, 2001 publicaron Monumension que siguió el camino experimental y su manera de ver la música. El grupo seguía haciendo tours en Noruega, Europa y Estados Unidos con muy buena audiencia.
En el año 2002 R. Kronheim dejó el grupo y fue reemplazado por Arve Isdal. Enslaved siguió trabajando en nuevo material buscando una síntesis entre sus primeros LP, mucho más black metal y sus últimos álbumes, más experimentales y progresivos. Finalmente el fruto de este trabajo fue el disco Below the Lights. El batería Dirge abandonó el grupo en diciembre de 2002.

### 2003-2005

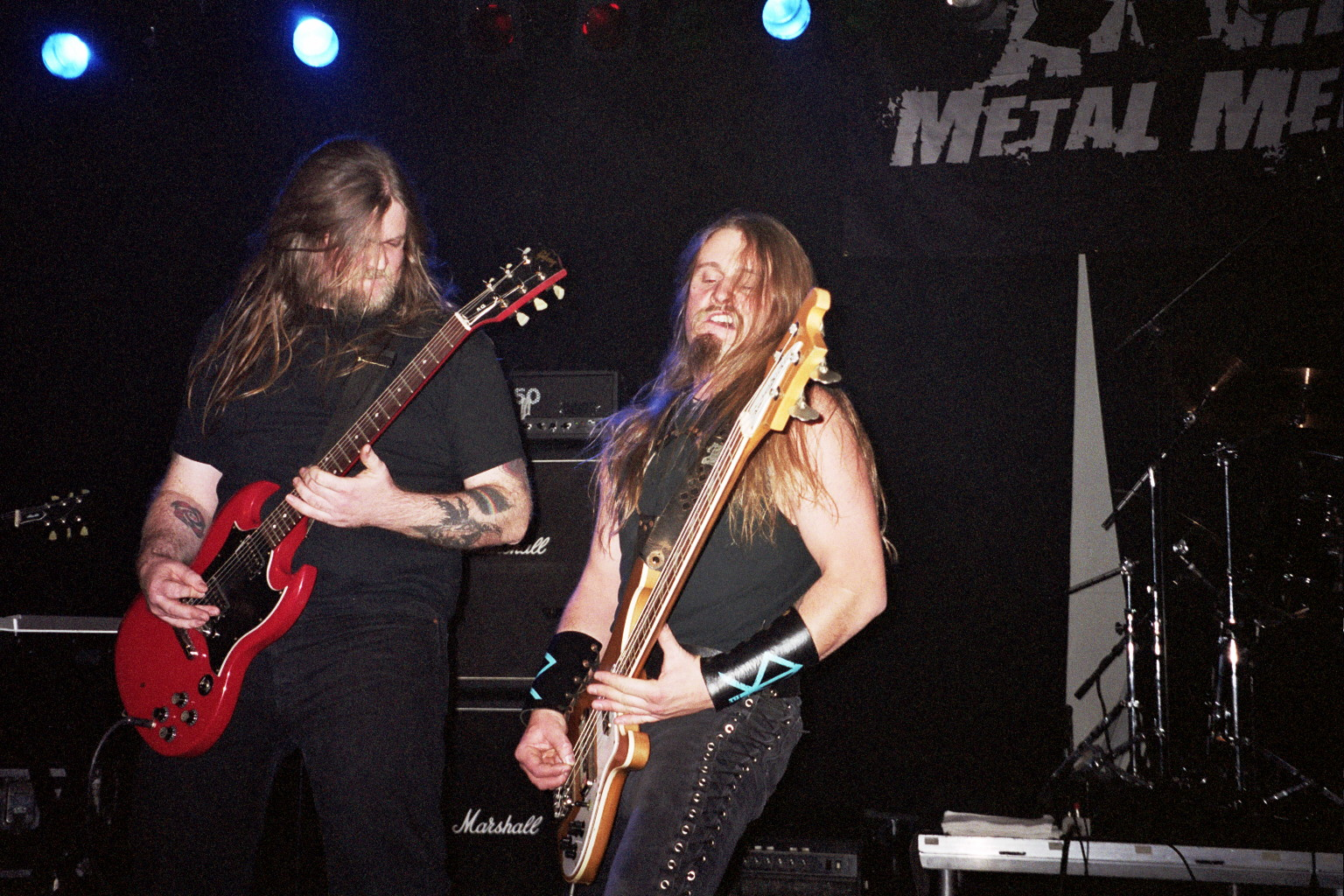
Bjørnson y Kjellson en el Arnhem Metal Festival de 2005.

En enero del año siguiente, Freddy Bolsö (Blood Red Throne) se unió como batería durante un breve período. Below the Lights fue publicado el 14 de abril de 2003 con buena recepción por parte de la crítica (por ejemplo, William York de Allmusic lo destacó como uno de los mejores álbumes de black metal de 2003) y fue nominado a los premios musicales más importantes de Noruega: el Spellemannprisen y el Alarmprisen, en la categoría de mejor álbum de metal, pero el ganador en ambas ocasiones fue Death Cult Armageddon de Dimmu Borgir. Para completar su formación, Enslaved contrató al batería Cato Bekkevold (fundador de Red Harvest) y al teclista/vocalista Herbrand Larsen.
En agosto fue publicado el primer DVD de la banda, Live Retaliation, que contiene actuaciones en directo y una versión de Autopsy. A finales de ese mes, la banda actuó en el Hole in the Sky festival en Bergen.
A comienzos de 2004, Enslaved entró en los estudios Grieghallen para comenzar la grabación de un nuevo álbum de estudio. En mayo firmaron un contrato con el sello discográfico Tabu Recordings y al mes siguiente Kjellson y Bjørnson colaboraron en un tributo al recientemente fallecido Quorthon (líder de Bathory) en el festival Hole in the Sky. El nuevo álbum de la banda, Isa fue publicado el 1 de noviembre de 2004, cuenta con las colaboraciones de Abbath (Immortal) y Nocturno Culto (Darkthrone) y fue rodado un videoclip (el primero en la carrera de la banda) para la canción que da nombre al disco. Al igual que su antecesor, Isa fue nominado a los premios Spellemann y Alarm, sólo que esta vez fue el ganador de ambos. También ganó el Bergensprisen (al mejor álbum del año) y el BT-award.

### 2005-2009
El 26 de agosto de 2005 volvió a participar en el festival Hole in the Sky, esta vez realizando un concierto especial, ya que por primera vez tocaron al completo su álbum Eld. En octubre fue publicado su segundo DVD, Return to Yggdrasill, que contiene la actuación realizada por la banda en el Bergenfest en mayo. Return to Yggdrasill estuvo una semana en la lista noruega de DVD, alcanzando la octava posición.
En enero del año siguiente, Enslaved entró en los estudios Amper (Oslo), para grabar su nuevo álbum, titulado Ruun. El guitarrista Ivar Bjørnson dijo:

Las canciones suenan más fuertes que nunca, hemos encontrado los estudios definitivos y los chicos de la banda están con la moral muy alta. Ahora es sólo cuestión de trabajar tan duro como el cuerpo nos lo permita.

Ruun fue mezclado en los estudios Propeller por Mike Hartung y masterizado en Cutting Room (Estocolmo). Dos videoclips fueron grabados para las canciones «Path to Vanir» y «Essence». Estas dos canciones fueron presentadas en su Myspace antes de la publicación del álbum en mayo. Ruun entró en la lista noruega de álbumes, alcanzó el puesto 23.
En 2008 se anunció que Enslaved había entrado en el estudio para grabar su décimo álbum, que lleva por título Vertebrae y que salió a la venta el 29 de septiembre de 2008 en Indie Recordings. Tras la publicación de este disco, la banda se embarcó en una gira por Europa con los grupos Stonegard y Krakow.
La banda noruegas en julio de 2010 que su siguiente trabajo, Axioma Ethica Odini, sería publicado el 27 de septiembre en Europa y el 28 en América. Este disco alcanzó la undécima posición en la lista noruega de álbumes, convirtiéndose en el álbum de Enslaved que más alto ha llegado en dicha lista.

### 2017 - Actualidad
En agosto de 2017, la banda lanza un nuevo disco, grabado en los estudios Duper & Solslottet de Bergen junto al nuevo tecladista, Håkon Vinje, bajo el título de "E".
El 2 de octubre del 2020 lanzaron el álbum "Utgard". 
Con una duración de 44 minutos y 47 segundos, rindieron, como siempre, honor a sus inicios de black metal, aunque sonando mucho más progresivos.
La página web "Metallum" la valoró con un 80%.

## Miembros

### Línea de tiempo
|                 |                  |             |           |              |              |              |                  |                 |                 |                 |                     |                 |                 |                |             |
|                 | Vikingligr Veldi | Frost       | Eld       | Blodhemn     | Mardraum     | Monumension  | Below the Lights | Isa             | Ruun            | Vertebrae       | Axioma Ethica Odini | RITIIR          | In Times        | E              | Utgard      |
| 1991/ 1993      | 1994             | 1994/ 1996  | 1997      | 1998/ 1999   | 2000         | 2001/ 2002   | 2003             | 2004/ 2005      | 2006/ 2007      | 2008/ 2009      | 2010/ 2011          | 2012/ 2014      | 2015            | 2017           | 2020        |
| Grutle Kjellson |                  |             |           |              |              |              |                  |                 |                 |                 |                     |                 |                 |                |             |
| Ivar Bjørnson   |                  |             |           |              |              |              |                  |                 |                 |                 |                     |                 |                 |                |             |
| Trym Torson     | Trym Torson      | Trym Torson | Harald H. | Dirge Rep    | Dirge Rep    | Dirge Rep    | Dirge Rep        | Cato Bekkevold  | Cato Bekkevold  | Cato Bekkevold  | Cato Bekkevold      | Cato Bekkevold  | Cato Bekkevold  | Cato Bekkevold | Iver Sandøy |
|                 |                  |             |           | Roy Kronheim | Roy Kronheim | Roy Kronheim | Arve Isdal       | Arve Isdal      | Arve Isdal      | Arve Isdal      | Arve Isdal          | Arve Isdal      | Arve Isdal      | Arve Isdal     | Arve Isdal  |
|                 |                  |             |           |              |              |              |                  | Herbrand Larsen | Herbrand Larsen | Herbrand Larsen | Herbrand Larsen     | Herbrand Larsen | Herbrand Larsen | Håkon Vinje    | Håkon Vinje |

|  | Álbum editado |  | Voz y bajo |  | Guitarra |

|  | Batería |  | Teclado |

## Discografía
| Álbumes de estudio - 1994: Vikingligr Veldi - 1994: Frost - 1997: Eld - 1998: Blodhemn - 2000: Mardraum - Beyond the Within - 2001: Monumension - 2003: Below the Lights - 2004: Isa - 2006: Ruun - 2008: Vertebrae - 2010: Axioma Ethica Odini - 2012: Riitiir - 2015: In Times - 2017: E - 2020: Utgard - 2023: Heimdal | EP - 1993: Hordanes Land - 2011: The Sleeping Gods - 2011: Thorn - 2021: Caravans To The Outer Worlds Splits - 1993: Hordanes Land (con Emperor) - 1995: The Forest Is My Throne / Yggdrassil (con Satyricon) Demos - 1991: Néma - 1992: Yggdrasill |

## Videografía
| Videografía - 2003: Live Retialation - 2005: Return to Yggdrasill | Videos musicales - 2004: "Isa" - 2006: "Path to Vanir" - 2007: "Essence" - 2008: "The Watcher" - 2010: "Ethica Odini" |

## Premios y nominaciones

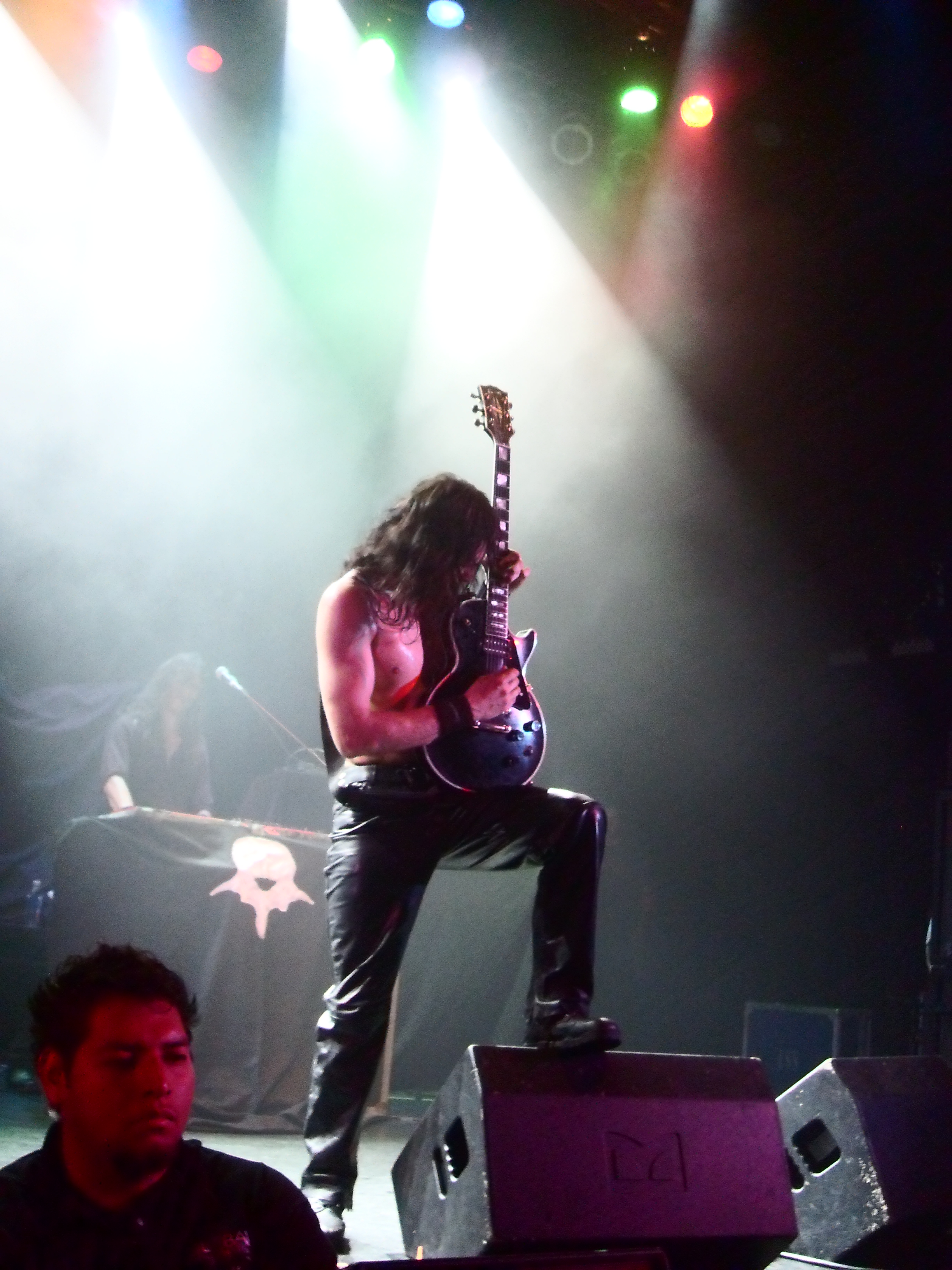
Herbrand Larsen y Arve Isdal actuando en mayo de 2009.

| Premio           | Año  | Nominación               | Categoría           | Resultado |
| ---------------- | ---- | ------------------------ | ------------------- | --------- |
| Spellemannprisen | 2000 | Mejor álbum de hard-rock | Mardraum            | Nominado  |
| Alarmprisen      | 2001 | Mejor álbum de metal     | Mardraum            | Nominado  |
| Spellemannprisen | 2003 | Mejor álbum de metal     | Below the lights    | Nominado  |
| Alarmprisen      | 2004 | Mejor álbum de metal     | Below the lights    | Nominado  |
| Spellemannprisen | 2004 | Mejor álbum de metal     | Isa                 | Ganador   |
| Alarmprisen      | 2005 | Mejor álbum de metal     | Isa                 | Ganador   |
| Spellemannprisen | 2006 | Mejor álbum de metal     | Ruun                | Ganador   |
| Spellemannprisen | 2008 | Mejor álbum de metal     | Vertebrae           | Ganador   |
| Bergensprisen    | 2008 | Mejor álbum del año      | Vertebrae           | Ganador   |
| Terrorizer       | 2010 | Mejor álbum              | Axioma Ethica Odini | Ganador   |
| Spellemannprisen | 2010 | Mejor álbum de metal     | Axioma Ethica Odini | Ganador   |